# Ciguatera
A Ciguatera é uma forma de intoxicação alimentar causada pelo consumo de peixes, mariscos e outros organismos marinhos que tenham bioacumulado a ciguatoxina na sua biomassa.
A fonte mais comum de ciguatoxina é a espécie Gambierdiscus toxicus, descrita pelos pesquisadores Adachi & Fukuyo em 1979.

Trata-se de um pequeno organismo marinho (dinoflagelado) capaz de produzir grandes quantidades daquela toxina e de compostos similares (como a gambiertoxina e a maitotoxina).

## Sintomas e origem
Este problema aparece esporadicamente em regiões subtropicais e tropicais, ao redor do mundo. Os sintomas incluem perturbações gastro-intestinais, cardiovasculares ou neurológicos. As perturbações raramente são fatais, mas podem persistir ou recidivar ao longo de largos períodos.
Aparentemente, a toxina é produzida por um dinoflagelado, um pequeno organismo do plâncton que é consumido por muitas espécies marinhas e acumula-se ao longo da cadeia alimentar, um processo conhecido por bioacumulação. Isto significa que os organismos mais próximos do topo da cadeia, os grandes predadores, como as garoupas, podem acumular maiores quantidades da toxina. A toxina não é degradada pelo calor, não sendo inactivada nos processos normais de cozinha.

## Referência
- Centro de Vigilância Epidemiológica de São Paulo (em português)